# Bornaviridae
Bornaviridae è una famiglia di virus neurotropi appartenenti all'ordine Mononegavirales, in possesso di un breve genoma ad RNA a singolo filamento negativo in grado di  replicarsi all'interno nucleo cellulare della cellula ospite.

## Tassonomia
La famiglia comprende i seguenti generi e specie.
- Genere Orthobornavirus
  - Elapid 1 orthobornavirus
  - Mammalian 1 orthobornavirus (virus della malattia di Borna) - specie tipo[3]
  - Mammalian 2 orthobornavirus
  - Passeriform 1 orthobornavirus
  - Passeriform 2 orthobornavirus
  - Psittaciform 1 orthobornavirus 
  - Psittaciform 2 orthobornavirus
  - Waterbird 1 orthobornavirus
- Genere Carbovirus
  - Queensland carbovirus - specie tipo
  - Southwest carbovirus
- Genere Cultervirus
  - Sharpbelly cultervirus

## Caratteristiche deiBornaviridae

### Morfologia
Al microscopio elettronico i virioni appaiono di forma sferica, diametro di 80-100 nm, ricoperti di un rivestimento lipidico la cui superficie esterna è ricoperta uniformemente da peplomeri della lunghezza di circa 7 nm. Non sono rilevabili strutture regolari del capside, mentre è visibile un core centrale elettron-denso di forma sferica del diametro di 50-60 nm.

### Proprietà chimico-fisiche
I virioni hanno una densità di flottazione in CsCl di 1,16-1,22 g/cm−3 e in saccarosio di 1,22 g/cm−3. La densità di virioni in renografina è di 1,13 g/cm−3. L'infettività virale è distrutta rapidamente dal riscaldamento a temperature maggiori di 56 °C; ma l'effetto del calore sull'infettività virale è ridotto in presenza di siero. È possibile conservare i virus per lungo tempo a 37 °C, sebbene l'infettività virale possa essere persa dopo incubazione di 24 ore in presenza di siero, e inattivata con un pH inferiore a 5. L'infettività virale viene ridotta inoltre dall'irradiazione o distrutta completamente e rapidamente per mezzo di disinfettanti contenenti cloro o col trattamento con formaldeide. I virioni sono sensibili al trattamento con solventi organici e detergenti.

### Genoma
Il genoma dei Bornaviridae è costituito da un singolo filamento negativo di RNA lungo 8900 nucleotidi, privo di tratto poli(A) e con un contenuto di guanina+citosina pari al 50%. Le sequenze nucleotidiche all'estremità 3′ sono in parte complementari a quelle dell'estremità 5′. Come tutti i virus con genoma a RNA a singolo filamento negativo, l'RNA virale non può legarsi direttamente ai ribosomi della cellula infettata, ma deve prima essere trascritto in molecole di antigenoma complementare (cRNA) ad opera della RNA-polimerasi associata al virione. Il genoma virale codifica per proteine strutturali e proteine non strutturali. Caratteristica unica dei Bornaviridae è la sede di replicazione: il nucleo cellulare della cellula infettata.

### Proprietà biologiche
I virus Bornaviridae infettano, durante il loro ciclo vitale, un solo tipo di ospite, soprattutto cavalli e pecore, ma anche cani, gatti, bovini e perfino lama, oltre che gli uccelli. L'infezione umana è stata ipotizzata; ma non ha trovato finora conferme convincenti.
I virus Bornaviridae sono distribuiti probabilmente in tutto il mondo; piccole epidemie (encefaliti immuno-mediate sono state registrate soprattutto in Germania e in Svizzera. Si ritiene che i virus raggiungano l'encefalo attraverso il trigemello e si insedino soprattutto nei nuclei della base e nel corno d'Ammone. La cellula infettata non viene lisata e l'infezione della cellula sarà persistente. Attorno alle lesioni si sviluppa un infiltrato caratterizzato da linfociti T helper CD4+ e CD8+.